# خانات تبریز
خانات تبریز (انگلیسی: Tabriz Khanate) یکی از خانات آذربایجان ایران مستقر در شهر تبریز بود.
تا پایان سلسله صفویه، شهرستان تبریز و مناطق اطراف آن متعلق به ایران و مرکز بیگلربیگی آذربایجان بود. پس از مرگ نادرشاه افشار قلمرو او در میان وارثان و بزرگان و سرداران تقسیم شد، آزاد خان افغان، یک جنگ سالار پشتون آذربایجان را گرفت. در ادامه با جنگ جانشینی در مورد تاج و تخت ایران بین شاهزادگان قاجار و زند، در خوی و سلماس روسای ایل دنبلی توانستند حکومت خود را در تبریز ایجاد و نفوذ خود را بر کل استان افزایش دهند. نجف‌قلی خان دنبلی، پسر شهباز خان از خوی، که در خدمت نادر شاه بود، همچنان در موقعیت فرماندار کل در زمان جانشینان او باقی ماند و خانات تبریز را تأسیس نمود.